# Запета
Запета, зарез или кома (грч. κόμμα) је интерпункцијски знак.

## Употреба
Запета се као знак интерпункције употребљава често и у различитим реченичним ситуацијама. Пошто је једно од основних начела српског правописа слободна (логична) интерпункција, за употребу запете је најважније правило да се оно што је у мислима тесно повезано, што представља једну целину, не одваја запетом, а делови који чине целину за себе, одвајају се запетом од осталих делова реченице.

### Речи
Запетом се одвајају речи и скупови речи (истоврсни делови реченице) у набрајању:

- Миша, Дренко, Ненад и Срђан су отишли на излет. Понели су и добре хране, безалкохолних пића и друштвених игара.;

### Независне реченице
Запетом се одвајају независне реченице кад нису повезане везницима: 

- Дошао је, поздравио се, добро вечерао и нестао.;

### Паралелни делови реченице
Запетом се одвајају паралелни делови реченице кад су у супротности:

- Задатак је тежак, али занимљив. Поклонићу теби, а не Игору. Нисмо летовали на мору, већ у планини.

### Реченице у супротности
Запетом се одвајају реченице које су у супротности:

- Касније смо кренули, али смо стигли на време. Ви сте пошли раније, а ипак сте закаснили.;

### Реченице у инверзији
Запетом се одвајају реченице у инверзији (кад се зависна реченица налази испред главне), на пример:

- Кад се спремим, позваћу те телефоном. Ако можеш, помози ми. Иако сам знала, нисам одговорила на сва питања.;

### Реч или скупови речи који су уметнути у реченицу
Запетом се одвајају реч или скуп речи који су накнадно додати или уметнути у реченицу:

- То је, дакле, твој воћњак. Све ћу ти, наравно, испричати. Ти си у праву, неоспорно.;

### Вокатив и апозиција
Запетом се одвајају вокатив и апозиција су, такође, накнадно додати у реченицу, па се одвајају запетом, на пример:

- Ви ћете, децо, добити слаткиша. Теби ћемо, бако, донети воћа. Дела Иве Андрића, јединог југословенског Нобеловца, преведена су на многе језике.;

### Узвици
Запетом се одвајају узвици исто нису саставни делови реченице, па се одвајају запетом:

- Ух, што је хладно! Ох, што ме боли зуб! О, стигла си?!;

### Уметнуте реченице
Запетом се одвајају уметнуте реченице на пример:

- У мом селу, које је једно од најуспешнијих у воћарству, готово сви гаје малине.;

### Место и датум
Запетом се одвајају између места и датума, на пример:

- Сомбор, 15. август 1991. У Новом Саду, 2. априла 1957.